# Elección de gobernador regional de Atacama de 2021
La elección de gobernador regional de Atacama de 2021 se realizará el 15 y 16 de mayo de 2021, así como en todo Chile, para elegir a los responsables de la administración a nivel regional.

## Sistema electoral
El gobernador regional es elegido por sufragio universal, en un sistema de segunda vuelta. El margen para resultar electo en la primera ronda de votación es un 40% de los votos válidamente emitidos. Si ninguna candidatura logra el 40% de los votos válidamente emitidos, hay una segunda vuelta entre las dos más votadas.
Dura cuatro años en el ejercicio de sus funciones y puede ser reelegido como máximo en una ocasión.

## Resultados

### Primera vuelta
Con el 100 % de los votos escrutados.
|  | 30,19 % |

|  | 23,71 % |

|  | 18,45 % |

|  | 14,89 % |

|  | 12,77 % |

|  | 94,00 % |

|  | 2,37 % |

|  | 3,63 % |

|  | 100 % |

|  | 40,13 % |

### Segunda vuelta
|  | 40,61 % |

|  | 59,39 % |

|  | 96,58 % |

|  | 2,75 % |

|  | 0,67 % |

|  | 100 % |

|  | 12,66 % |